# Nati nel 1983/Agosto
| Questa pagina contiene informazioni ricavate automaticamente dalle voci biografiche con l'ausilio del template Bio e di un bot. L'aggiornamento è periodico e automatico e ricostruisce completamente la pagina. Se manca una persona in questa lista, sei pregato di non aggiungerla, ma accertati piuttosto che la sua voce biografica contenga il template Bio e che i dati anagrafici siano correttamente compilati. Se il template Bio manca, inseriscilo tu stesso o, in alternativa, metti l'avviso {{tmp\|Bio}} che ne segnala la mancanza. Se i dati riportati sono sbagliati, correggi direttamente la voce biografica; le modifiche saranno visibili in questa lista entro pochi giorni. Per chiarimenti vedi il progetto biografie. La lista contiene solo le 444 persone che sono citate nell'enciclopedia e per le quali è stato implementato correttamente il template Bio. Pagina aggiornata al 18 ago 2025. |

- 1º agosto - Michael Baird, ex calciatore australiano
- 1º agosto - Aurélie Bonnan, cestista e allenatrice di pallacanestro francese
- 1º agosto - Ayça Erturan, attrice turca
- 1º agosto - Julien Faubert, allenatore di calcio e ex calciatore francese
- 1º agosto - Kilian Fischhuber, arrampicatore austriaco
- 1º agosto - Arzu Geybullayeva, attivista, blogger e giornalista azera
- 1º agosto - Daniel Haas, ex calciatore tedesco
- 1º agosto - Yasemin Horasan, ex cestista turca
- 1º agosto - Jeff Horner, ex cestista, allenatore di pallacanestro e dirigente sportivo statunitense
- 1º agosto - Osvaldo Jeanty, ex cestista e allenatore di pallacanestro haitiano
- 1º agosto - Joo Min-jin, ex pattinatrice di short track sudcoreana
- 1º agosto - Katarzyna Kuzniak, schermitrice polacca
- 1º agosto - Lisa Lambe, cantante e attrice irlandese
- 1º agosto - Yuzuki N', fumettista giapponese
- 1º agosto - Richard Porta, ex calciatore australiano
- 1º agosto - Adam Tensta, rapper svedese
- 2 agosto - Laura Bassett, ex calciatrice inglese
- 2 agosto - Michel Bastos, ex calciatore brasiliano
- 2 agosto - Angell Conwell, attrice e modella statunitense
- 2 agosto - Nick Diaz, artista marziale misto statunitense
- 2 agosto - Guo Xinxin, ex sciatrice freestyle cinese
- 2 agosto - Chelsea Hammond, ex lunghista giamaicana
- 2 agosto - Jasur Hasanov, calciatore uzbeko
- 2 agosto - Amílcar Henríquez, calciatore panamense († 2017)
- 2 agosto - Lan Hao-yu, cestista taiwanese
- 2 agosto - Uli Latukefu, attore e cantante australiano
- 2 agosto - Jimmy McKinney, ex cestista e attore statunitense
- 2 agosto - Wen Mukubu, cestista della Repubblica Democratica del Congo
- 2 agosto - Dženan Radončić, ex calciatore montenegrino
- 2 agosto - Jonathan Skjöldebrand, ex cestista svedese
- 2 agosto - Huston Street, giocatore di baseball statunitense
- 3 agosto - Roger Beck, ex calciatore liechtensteinese
- 3 agosto - Giuseppe Brescia, politico italiano
- 3 agosto - Giorgia Bronzini, dirigente sportiva, ex ciclista su strada e pistard italiana
- 3 agosto - Michelle Buswell, modella statunitense
- 3 agosto - Ryan Carter, ex hockeista su ghiaccio statunitense
- 3 agosto - Tord Asle Gjerdalen, fondista norvegese
- 3 agosto - Chase Griffin, ex cestista e allenatore di pallacanestro statunitense
- 3 agosto - Mamie Gummer, attrice statunitense
- 3 agosto - Zsuzsanna Horváth, ex cestista ungherese
- 3 agosto - Huanderson, ex calciatore brasiliano
- 3 agosto - Ladybeard, wrestler, stuntman e cantante australiano
- 3 agosto - Christian Müller, ex calciatore tedesco
- 3 agosto - Zlatko Tanevski, ex calciatore macedone
- 3 agosto - Giulia Tonelli, ballerina italiana
- 3 agosto - Andrija Vuković, ex calciatore croato
- 3 agosto - Drago Vuković, ex pallamanista croato
- 3 agosto - Christophe Willem, cantante francese
- 3 agosto - Cameron Wurf, triatleta, ex ciclista su strada e ex canottiere australiano
- 3 agosto - Francisco Zuela, calciatore angolano
- 4 agosto - Feyisa Bekele, ex maratoneta etiope
- 4 agosto - Nathaniel Buzolic, attore australiano
- 4 agosto - Greta Gerwig, regista, sceneggiatrice e attrice statunitense
- 4 agosto - Fábio Gomes da Silva, ex astista brasiliano
- 4 agosto - Adhir Kalyan, attore sudafricano
- 4 agosto - Anastasija Mikul'čina, attrice e doppiatrice russa
- 4 agosto - Cəmşid Məhərrəmov, ex calciatore azero
- 4 agosto - Son Yeo-eun, attrice sudcoreana
- 4 agosto - Laila Soufyane, maratoneta e mezzofondista italiana
- 4 agosto - Yuka Terasaki, attrice, doppiatrice e cantante giapponese
- 4 agosto - Daniel Theorin, ex calciatore svedese
- 4 agosto - Šime Vulin, pallavolista croato
- 4 agosto - Mariusz Wlazły, pallavolista polacco
- 4 agosto - Ben Zucker, cantante e chitarrista tedesco
- 4 agosto - Rafael da Silva Francisco, ex calciatore brasiliano
- 5 agosto - Anca Măroiu, schermitrice rumena
- 5 agosto - Gláuber, ex calciatore brasiliano
- 5 agosto - Korey Hall, giocatore di football americano statunitense
- 5 agosto - Jeff Larentowicz, ex calciatore statunitense
- 5 agosto - Hicham Mahdoufi, ex calciatore marocchino
- 5 agosto - Annika Mehlhorn, nuotatrice tedesca
- 5 agosto - Dumitru Popovici, calciatore moldavo
- 5 agosto - Dawn Richard, cantautrice, ballerina e attrice statunitense
- 5 agosto - Eudi Silva, ex calciatore brasiliano
- 5 agosto - Jérémy Sorbon, dirigente sportivo e ex calciatore francese
- 5 agosto - Kara Tointon, attrice britannica
- 5 agosto - Yoon Jin-seo, attrice sudcoreana
- 6 agosto - Ol'ga Bezsmertna, soprano ucraino
- 6 agosto - Enrico Catalano, nuotatore italiano
- 6 agosto - Viktorija Čmilytė, politica e scacchista lituana
- 6 agosto - Mkhokheli Dube, ex calciatore zimbabwese
- 6 agosto - Giuseppe Greco, ex calciatore italiano
- 6 agosto - Neil Harvey, ex calciatore barbadiano
- 6 agosto - Björn Kircheisen, ex combinatista nordico tedesco
- 6 agosto - Ali Liaquat, velocista pakistano
- 6 agosto - Robin van Persie, allenatore di calcio e ex calciatore olandese
- 6 agosto - Taqwa Pinero, cestista statunitense
- 6 agosto - Travis Rettenmaier, ex tennista statunitense
- 6 agosto - Martin Thörnberg, ex hockeista su ghiaccio svedese
- 7 agosto - Diana Aguavil, politica ecuadoriana
- 7 agosto - Daniel Miguel Alves Gomes, ex calciatore portoghese
- 7 agosto - Mario Camacho, ex calciatore costaricano
- 7 agosto - Maggie Castle, attrice canadese
- 7 agosto - Christian Chávez, cantante e attore messicano
- 7 agosto - Leandro Guilheiro, judoka brasiliano
- 7 agosto - Andrij Hrivko, ex ciclista su strada ucraino
- 7 agosto - Jan Hájek, ex tennista ceco
- 7 agosto - Federico La Penna, arbitro di calcio italiano
- 7 agosto - Tina O'Brien, attrice televisiva britannica
- 7 agosto - Gojko Pijetlović, ex pallanuotista serbo
- 8 agosto - Tony Binetti, ex cestista statunitense
- 8 agosto - Guy Burnet, attore britannico
- 8 agosto - Alexandra Coletti, ex sciatrice alpina italiana
- 8 agosto - Ivana Ðerisilo, pallavolista serba
- 8 agosto - Steinar Guvåg, ex calciatore e giocatore di calcio a 5 norvegese
- 8 agosto - José Luis Jiménez, calciatore cileno
- 8 agosto - Hitomi Kanehara, scrittrice giapponese
- 8 agosto - Oskars Kļava, ex calciatore lettone
- 8 agosto - Bastian Knittel, ex tennista tedesco
- 8 agosto - Nuza Kuchianidze, attrice georgiana
- 8 agosto - Kurt Maflin, giocatore di snooker inglese
- 8 agosto - Bojan Markoski, ex calciatore macedone
- 8 agosto - Vittorio Jahyn Parrinello, pugile italiano
- 8 agosto - Fausto Pinto, ex calciatore messicano
- 8 agosto - Abubakari Yahuza, ex calciatore ghanese
- 9 agosto - Marcel Aarts, ex cestista olandese
- 9 agosto - Drew Butera, ex giocatore di baseball statunitense
- 9 agosto - Thierry Deleruyelle, compositore, direttore d'orchestra e percussionista francese
- 9 agosto - Danilo Dell'Omo, pilota motociclistico italiano
- 9 agosto - Sarah Elizabeth, modella statunitense
- 9 agosto - Shyra Ely, ex cestista statunitense
- 9 agosto - Gary Ervin, ex cestista statunitense
- 9 agosto - Ashley Johnson, attrice e doppiatrice statunitense
- 9 agosto - Evgenija Lamonova, schermitrice russa
- 9 agosto - Zacke, rapper svedese
- 9 agosto - Dan Levy, attore, produttore televisivo e sceneggiatore canadese
- 9 agosto - Alhambra Nievas, rugbista a 15, arbitro di rugby a 15 e ingegnere spagnola
- 9 agosto - Christian Vargas, calciatore boliviano
- 9 agosto - Andrew Weber, ex calciatore statunitense
- 10 agosto - Sekouba Camara, ex calciatore guineano
- 10 agosto - C.B. Dollaway, artista marziale misto statunitense
- 10 agosto - Héctor Faubel, pilota motociclistico spagnolo
- 10 agosto - Augustin Gensse, ex tennista francese
- 10 agosto - Regan Hood, pallavolista statunitense
- 10 agosto - Kristen Mann, cestista statunitense
- 10 agosto - David Martínez, ex calciatore nicaraguense
- 10 agosto - Leonard Mesarić, ex calciatore croato
- 10 agosto - Eyal Meshumar, ex calciatore israeliano
- 10 agosto - Magesh Panchanathan, scacchista indiano
- 10 agosto - Aleksandr Perežogin, hockeista su ghiaccio russo
- 10 agosto - Pascal Ragondet, pallavolista francese
- 10 agosto - Rebecca Scown, canottiera neozelandese
- 10 agosto - Samuel Emmanuel Suka, ex calciatore beninese
- 10 agosto - Alessio Vassallo, attore italiano
- 10 agosto - Wang Chunli, ex biatleta e fondista cinese
- 11 agosto - Álvaro Baigorri, ex calciatore spagnolo
- 11 agosto - Joan Barreda, pilota motociclistico spagnolo
- 11 agosto - Wellington Gonçalves, ex calciatore brasiliano
- 11 agosto - Amaranta Fernández, pallavolista e giocatrice di beach volley spagnola
- 11 agosto - Marius Helle, ex calciatore norvegese
- 11 agosto - Chris Hemsworth, attore australiano
- 11 agosto - Mark Joyce, giocatore di snooker inglese
- 11 agosto - Jurij Krymarenko, altista ucraino
- 11 agosto - Rodrigo José Lima dos Santos, ex calciatore brasiliano
- 11 agosto - Tommy Parisi, cantante italiano
- 11 agosto - Pavel 183, artista russo († 2013)
- 11 agosto - Julien Rantier, ex calciatore francese
- 11 agosto - Ren Hui, ex pattinatrice di velocità su ghiaccio cinese
- 11 agosto - Úrsula Ruiz, pesista spagnola
- 11 agosto - Antonique Smith, attrice e cantante statunitense
- 11 agosto - O'Neil Thompson, ex calciatore giamaicano
- 12 agosto - Faisal Budahoom, calciatore bahreinita
- 12 agosto - Kana Asumi, doppiatrice e cantante giapponese
- 12 agosto - Suleimane Baio, ex calciatore guineense
- 12 agosto - Josip Barišić, ex calciatore bosniaco
- 12 agosto - Daniele Dalla Bona, calciatore italiano
- 12 agosto - Jean Carlos Dondé, ex calciatore brasiliano
- 12 agosto - Kléber, ex calciatore brasiliano
- 12 agosto - Klaas-Jan Huntelaar, dirigente sportivo e ex calciatore olandese
- 12 agosto - Anete Jēkabsone, ex cestista lettone
- 12 agosto - Valter Neves, hockeista su pista portoghese
- 12 agosto - Jiří Novotný, dirigente sportivo, allenatore di hockey su ghiaccio e ex hockeista su ghiaccio ceco
- 12 agosto - Manuel Padilla Pontvianne, ex giocatore di football americano messicano
- 12 agosto - Manoa Vosawai, ex rugbista a 15 figiano
- 12 agosto - Martina Warren, ex attrice pornografica britannica
- 13 agosto - Norman Ackermann, schermidore tedesco
- 13 agosto - Dallas Braden, ex giocatore di baseball statunitense
- 13 agosto - Randall Brenes, ex calciatore costaricano
- 13 agosto - Vanina Correa, calciatrice argentina
- 13 agosto - Loris Facci, ex nuotatore italiano
- 13 agosto - Aleš Hemský, ex hockeista su ghiaccio ceco
- 13 agosto - Ľubomír Michalík, calciatore slovacco
- 13 agosto - Táňa Pauhofová, attrice slovacca
- 13 agosto - Gioele Pellino, pilota motociclistico italiano
- 13 agosto - Chanda Sandipan, scacchista indiano
- 13 agosto - Elyasa Süme, dirigente sportivo e ex calciatore turco
- 14 agosto - Elena Baltacha, tennista britannica († 2014)
- 14 agosto - Sunidhi Chauhan, cantante indiana
- 14 agosto - Black Milk, rapper e produttore discografico statunitense
- 14 agosto - Azzurra Ermito, ex cestista italiana
- 14 agosto - Jacob Holmes, ex cestista australiano
- 14 agosto - Vlado Jeknić, ex calciatore montenegrino
- 14 agosto - Mila Kunis, attrice, modella e doppiatrice ucraina
- 14 agosto - Lu Yen-hsun, ex tennista taiwanese
- 14 agosto - Philemon McCarthy, ex calciatore ghanese
- 14 agosto - Vittorio Micolucci, ex calciatore italiano
- 14 agosto - Lamorne Morris, attore e personaggio televisivo statunitense
- 14 agosto - Mousa Nabipour, cestista iraniano
- 14 agosto - Spencer Pratt, attore statunitense
- 14 agosto - Heiko Westermann, ex calciatore tedesco
- 15 agosto - Alain Cantareil, ex calciatore francese
- 15 agosto - Siobhan Chamberlain, ex calciatrice britannica
- 15 agosto - Atli Danielsen, ex calciatore faroese
- 15 agosto - Gwladys Épangue, taekwondoka francese
- 15 agosto - Lex Fridman, conduttore radiofonico e informatico statunitense
- 15 agosto - Nikola Gligorov, ex calciatore macedone
- 15 agosto - Anne-Caroline Graffe, taekwondoka francese
- 15 agosto - Jancarlos, calciatore brasiliano († 2013)
- 15 agosto - Timati, rapper e produttore discografico russo
- 15 agosto - Khaled Khalaf, ex calciatore kuwaitiano
- 15 agosto - Oskar Linnros, cantante svedese
- 15 agosto - Jean-Marc Marino, ex ciclista su strada francese
- 15 agosto - Luke McCormick, ex calciatore inglese
- 15 agosto - Larry O'Bannon, ex cestista statunitense
- 15 agosto - Park Hye-won, ex pattinatrice di short track sudcoreana
- 15 agosto - Marco Peruzzi, hockeista in-line italiano
- 15 agosto - James Willstrop, giocatore di squash inglese
- 15 agosto - Alexandre Afonso da Silva, ex calciatore brasiliano
- 16 agosto - Ahmad Saad Al-Rashidi, calciatore kuwaitiano
- 16 agosto - Colt Brennan, giocatore di football americano statunitense († 2021)
- 16 agosto - Dominik García-Lorido, attrice statunitense
- 16 agosto - Rianne Guichelaar, pallanuotista olandese
- 16 agosto - Vadim Krasnoslobodcev, hockeista su ghiaccio kazako
- 16 agosto - Dante López, ex calciatore paraguaiano
- 16 agosto - Valeria Luiselli, scrittrice e saggista messicana
- 16 agosto - Stevel Marc, attore e scrittore giamaicano
- 16 agosto - Antoine Mendy, ex cestista francese
- 16 agosto - Krystyna Pałka, ex biatleta polacca
- 16 agosto - Fabrice Piemontesi, ex ciclista su strada italiano
- 16 agosto - Nikos Zīsīs, ex cestista greco
- 17 agosto - Miguel Caneo, allenatore di calcio e ex calciatore argentino
- 17 agosto - Eleonora Costi, ex cestista italiana
- 17 agosto - Fabio Esposito, conduttore televisivo italiano
- 17 agosto - Tom Ford, giocatore di snooker inglese
- 17 agosto - Mika Hilander, ex calciatore finlandese
- 17 agosto - Thomas Koch, hockeista su ghiaccio austriaco
- 17 agosto - Daniel Köllerer, ex tennista austriaco
- 17 agosto - Dustin Pedroia, ex giocatore di baseball statunitense
- 18 agosto - Daniel Adams-Ray, rapper e cantante keniota
- 18 agosto - Georgina Bardach, nuotatrice argentina
- 18 agosto - Kris Boyd, ex calciatore scozzese
- 18 agosto - Choi Hyo-jin, calciatore sudcoreano
- 18 agosto - Fatou Dieng, cestista senegalese
- 18 agosto - Russell Ford, hockeista su prato australiano
- 18 agosto - Sarah Hammer, ex pistard statunitense
- 18 agosto - Mika, cantautore e showman libanese
- 18 agosto - Magomed Ibragimov, ex lottatore uzbeko
- 18 agosto - John Kennedy, allenatore di calcio e ex calciatore scozzese
- 18 agosto - Michael Nardelli, attore statunitense
- 18 agosto - Pedro Miguel dos Santos Oliveira, ex calciatore portoghese
- 18 agosto - Dan Orlovsky, ex giocatore di football americano statunitense
- 18 agosto - Cesár Sampson, cantante, compositore e modello austriaco
- 18 agosto - Andrew Shim, attore britannico
- 18 agosto - Francesco Tabellini, allenatore di pallacanestro italiano
- 18 agosto - Max Winkler, regista, sceneggiatore e produttore cinematografico statunitense
- 19 agosto - Shaun Bajada, ex calciatore maltese
- 19 agosto - Mike Conway, pilota automobilistico britannico
- 19 agosto - Valentina Cuppi, politica italiana
- 19 agosto - Kassaly Daouda, calciatore nigerino
- 19 agosto - Andrea Giovi, allenatore di pallavolo e ex pallavolista italiano
- 19 agosto - Macklemore, rapper e cantautore statunitense
- 19 agosto - Missy Higgins, cantautrice australiana
- 19 agosto - Lin Chi-wen, ex cestista taiwanese
- 19 agosto - John McCargo, ex giocatore di football americano statunitense
- 19 agosto - Mike Moh, attore, stuntman e artista marziale statunitense
- 19 agosto - Peter Mooney, attore canadese
- 19 agosto - Vlastimil Stožický, calciatore ceco
- 19 agosto - Tammin Sursok, attrice e cantautrice sudafricana
- 19 agosto - Johan Thorbjørnsen, ex calciatore norvegese
- 19 agosto - Daniele Turiaco, giocatore di calcio a 5 italiano
- 19 agosto - Yang Hao, ex calciatore cinese
- 19 agosto - Bejbut Šumenov, pugile kazako
- 20 agosto - Luke Burgess, ex rugbista a 15 australiano
- 20 agosto - Paulo André Cren Benini, ex calciatore brasiliano
- 20 agosto - Luis Díaz, pallavolista venezuelano
- 20 agosto - Gökçe Eyüboğlu, attrice turca
- 20 agosto - Andrew Garfield, attore britannico
- 20 agosto - Ryan Kinasewich, allenatore di hockey su ghiaccio e ex hockeista su ghiaccio canadese
- 20 agosto - Federico Nieto, ex calciatore argentino
- 20 agosto - Pello Otxandiano, politico e ingegnere spagnolo
- 20 agosto - Mladen Pelaić, ex calciatore croato
- 20 agosto - Kenneth Rakvaag, giocatore di calcio a 5, allenatore di calcio a 5 e ex calciatore norvegese
- 20 agosto - Claudine Schaul, tennista lussemburghese
- 20 agosto - Apollōn Tsochlas, cestista greco
- 20 agosto - Raige, rapper italiano
- 20 agosto - Jurij Žirkov, ex calciatore russo
- 21 agosto - Matteo Abbate, allenatore di calcio e ex calciatore italiano
- 21 agosto - Marius Bizău, attore italiano
- 21 agosto - Antonio Giosa, allenatore di calcio e ex calciatore italiano
- 21 agosto - Njegoš Goločevac, ex calciatore serbo
- 21 agosto - Brody Jenner, modello e personaggio televisivo statunitense
- 21 agosto - Scott McDonald, allenatore di calcio e ex calciatore australiano
- 21 agosto - Vincent Mouillard, ex cestista francese
- 21 agosto - Franco Narcisi, ex hockeista su ghiaccio canadese
- 21 agosto - Juan Álvez, calciatore uruguaiano
- 22 agosto - Simona Abbate, pallanuotista italiana
- 22 agosto - Johan Andersson, allenatore di calcio e calciatore svedese
- 22 agosto - Serkan Balcı, ex calciatore turco
- 22 agosto - Theo Bos, pistard e ciclista su strada olandese
- 22 agosto - Laura Breckenridge, attrice statunitense
- 22 agosto - Jahri Evans, giocatore di football americano statunitense
- 22 agosto - Bojan Golubović, ex calciatore serbo
- 22 agosto - Paloma Jiménez, modella e attrice honduregna
- 22 agosto - Juan Carlos Medina, ex calciatore messicano
- 22 agosto - Nacho, cantante venezuelano
- 22 agosto - Alessandro Rossi, allenatore di pallacanestro italiano
- 22 agosto - Michał Ruciak, pallavolista polacco
- 22 agosto - Paul Stanley, ex pattinatore di short track britannico
- 22 agosto - Martin Wiig, ex calciatore norvegese
- 23 agosto - Daniele Cacia, ex calciatore italiano
- 23 agosto - James Michael Collins, ex calciatore gallese
- 23 agosto - Fu Haifeng, giocatore di badminton cinese
- 23 agosto - Ruta Gedmintas, attrice britannica
- 23 agosto - Annie Ilonzeh, attrice statunitense
- 23 agosto - Orial Kolaj, pugile albanese
- 23 agosto - Sergej Kud'-Sverčkov, cosmonauta russo
- 23 agosto - Valentina Massi, modella italiana
- 23 agosto - Alexandra Müller, ex cestista tedesca
- 23 agosto - Emmanuel Noruega, calciatore macaense
- 23 agosto - Carlos Richetti, giocatore di baseball dominicano
- 23 agosto - Wayne Sandilands, allenatore di calcio e ex calciatore sudafricano
- 23 agosto - Andrés Sandoval, ex cestista statunitense
- 23 agosto - Luca Scassa, pilota motociclistico italiano
- 23 agosto - João Souza, schermidore brasiliano
- 23 agosto - Bruno Spengler, pilota automobilistico canadese
- 23 agosto - Marianne Steinbrecher, pallavolista brasiliana
- 23 agosto - Bogdan Straton, ex calciatore rumeno
- 23 agosto - Sun Mingming, ex cestista cinese
- 23 agosto - Jack Tuijp, ex calciatore olandese
- 23 agosto - Agustín Viana, ex calciatore uruguaiano
- 23 agosto - Chimel Vita, ex giocatore di calcio a 5 congolese (Repubblica Democratica del Congo)
- 24 agosto - Pedro Calles, allenatore di pallacanestro spagnolo
- 24 agosto - Tullia Calzavara, golfista italiana
- 24 agosto - Antonio Campos, regista, sceneggiatore e produttore cinematografico statunitense
- 24 agosto - Leandro Domingues, calciatore brasiliano († 2025)
- 24 agosto - Brett Gardner, giocatore di baseball statunitense
- 24 agosto - Marcel Goc, ex hockeista su ghiaccio tedesco
- 24 agosto - Martha Higareda, attrice messicana
- 24 agosto - Brandon McKinney, ex giocatore di football americano statunitense
- 24 agosto - Cyrille Monnerais, ex ciclista su strada francese
- 24 agosto - Odín Patiño, ex calciatore messicano
- 24 agosto - Paulo Roberto Sobrinho, ex calciatore brasiliano
- 24 agosto - Tino Sabbatelli, wrestler e ex giocatore di football americano statunitense
- 25 agosto - Aleksandr Abrosimov, pallavolista russo
- 25 agosto - Jairo Arrieta, calciatore costaricano
- 25 agosto - Mehdi Bennani, pilota automobilistico marocchino
- 25 agosto - Giovanni Bernaudeau, ex ciclista su strada francese
- 25 agosto - Juan Coronado, ex cestista dominicano
- 25 agosto - Denis Espinoza, calciatore nicaraguense
- 25 agosto - Caitlin FitzGerald, attrice statunitense
- 25 agosto - Eduardo Gonzalo, ex ciclista su strada spagnolo
- 25 agosto - Rebecca Hull, arbitro di rugby a 15 e ex rugbista a 15 neozelandese
- 25 agosto - Pedro Jesús López Pérez de Tudela, ex calciatore spagnolo
- 25 agosto - Hanna Miščenko, mezzofondista ucraina
- 25 agosto - Pio e Amedeo, comico italiano
- 25 agosto - Rachel Roosevelt, ex sciatrice alpina statunitense
- 25 agosto - James Rossiter, ex pilota automobilistico britannico
- 25 agosto - Daniel Sarmiento Melián, ex pallamanista spagnolo
- 25 agosto - Apisai Smith, calciatore figiano
- 25 agosto - Diedrich Téllez, calciatore nicaraguense
- 25 agosto - Siniša Ubiparipović, ex calciatore bosniaco
- 26 agosto - Laurent Cadot, canottiere francese
- 26 agosto - Mattia Cassani, ex calciatore italiano
- 26 agosto - Meirav Cohen, politica israeliana
- 26 agosto - Nicol David, giocatrice di squash malaysiana
- 26 agosto - Patou Simbi Ebunga, calciatore della Repubblica Democratica del Congo
- 26 agosto - Alessandro Grande, regista cinematografico e sceneggiatore italiano
- 26 agosto - Jason Hernandez, ex calciatore statunitense
- 26 agosto - Elisabeth Jordán, cantante, attrice e ballerina spagnola
- 26 agosto - Christoffer Källqvist, ex calciatore svedese
- 26 agosto - Aaron Kirsch, wrestler statunitense
- 26 agosto - Manuel Mancini, ex calciatore italiano
- 26 agosto - Magnus Moan, combinatista nordico norvegese
- 26 agosto - Jan Tauer, ex calciatore tedesco
- 26 agosto - The Love Twins, attrice pornografica statunitense
- 26 agosto - Aline Trede, politica svizzera
- 26 agosto - Felix Vicious, ex attrice pornografica e disc jockey statunitense
- 27 agosto - Jamala, cantante ucraina
- 27 agosto - Erika Fatland, scrittrice e antropologa norvegese
- 27 agosto - Suzie Fraser, pallanuotista australiana
- 27 agosto - Ed McKeever, canoista britannico
- 27 agosto - Thomas Mikkelsen, calciatore danese
- 27 agosto - Frederik Nielsen, allenatore di tennis e ex tennista danese
- 27 agosto - Jonas Okétola, ex calciatore beninese
- 27 agosto - Fredrik Petersen, ex pallamanista e allenatore di pallamano svedese
- 27 agosto - Felice Piccolo, ex calciatore italiano
- 28 agosto - Said Suwailim Al-Shoon, ex calciatore omanita
- 28 agosto - Richard Cabral, attore statunitense
- 28 agosto - Laura Elizondo, modella messicana
- 28 agosto - Melania Gabbiadini, ex calciatrice e ex giocatrice di calcio a 5 italiana
- 28 agosto - Alfonso Herrera, cantante e attore messicano
- 28 agosto - Will Herring, ex giocatore di football americano statunitense
- 28 agosto - Jason Hunter, giocatore di football americano statunitense
- 28 agosto - Kimberly Kane, attrice pornografica statunitense
- 28 agosto - Lasith Malinga, crickettista cingalese
- 28 agosto - Manuela Mangili, ex calciatrice italiana
- 28 agosto - Gerry McNamara, ex cestista e allenatore di pallacanestro statunitense
- 28 agosto - Luke McAlister, ex rugbista a 15 neozelandese
- 28 agosto - Manuela Mölgg, ex sciatrice alpina italiana
- 28 agosto - Christian Pander, ex calciatore tedesco
- 28 agosto - Lilli Schwarzkopf, multiplista tedesca
- 29 agosto - Saadet Aksoy, attrice turca
- 29 agosto - Timothy Bradley, ex pugile statunitense
- 29 agosto - Sander Duits, allenatore di calcio e ex calciatore olandese
- 29 agosto - Kim Song-chol, ex calciatore nordcoreano
- 29 agosto - Rui Komatsu, ex calciatore giapponese
- 29 agosto - Jennifer Landon, attrice statunitense
- 29 agosto - Giordano Mattera, pallavolista italiano
- 29 agosto - Georgina Mollo, attrice argentina
- 29 agosto - Steve Morison, allenatore di calcio e ex calciatore gallese
- 29 agosto - Antti Niemi, hockeista su ghiaccio finlandese
- 29 agosto - Carlos Powell, cestista statunitense
- 29 agosto - Xabier Prieto, ex calciatore spagnolo
- 29 agosto - Anthony Recker, giocatore di baseball statunitense
- 29 agosto - Leon Washington, giocatore di football americano statunitense
- 30 agosto - Kris Commons, ex calciatore inglese
- 30 agosto - Juan Culio, ex calciatore argentino
- 30 agosto - Aldin Ðidić, ex calciatore bosniaco
- 30 agosto - Gustavo Eberto, calciatore argentino († 2007)
- 30 agosto - Mike Ekstrom, ex giocatore di baseball statunitense
- 30 agosto - Michele Graglia, ultramaratoneta italiano
- 30 agosto - Michael Grant Terry, attore statunitense
- 30 agosto - Naoto, attore e cantante giapponese
- 30 agosto - Caleb Konley, wrestler statunitense
- 30 agosto - Jonne Aaron, cantante finlandese
- 30 agosto - Succès Masra, economista e politico ciadiano
- 30 agosto - Jun Matsumoto, attore e cantante giapponese
- 30 agosto - Jim Miller, artista marziale misto statunitense
- 30 agosto - Mehdi Mostefa, ex calciatore algerino
- 30 agosto - Simone Pepe, procuratore sportivo e ex calciatore italiano
- 30 agosto - Andy Schmid, ex pallamanista e allenatore di pallamano svizzero
- 30 agosto - Jana Lota, cantante ceca
- 30 agosto - Rafael Teixeira, allenatore di calcio a 5 e ex giocatore di calcio a 5 brasiliano
- 31 agosto - Milan Biševac, allenatore di calcio e ex calciatore serbo
- 31 agosto - Roddy Darragon, ex fondista francese
- 31 agosto - Larry Fitzgerald, ex giocatore di football americano statunitense
- 31 agosto - Lasse Svan Hansen, ex pallamanista danese
- 31 agosto - Stefano Lodovichi, regista e sceneggiatore italiano
- 31 agosto - Théo Lopes, pallavolista brasiliano
- 31 agosto - Lance Moore, giocatore di football americano statunitense
- 31 agosto - Santiago Orduna, pallavolista argentino
- 31 agosto - Wang Ke, calciatore cinese
- 31 agosto - Lucas Wilchez, ex calciatore argentino
- 31 agosto - Antonio Zennaro, politico italiano